# 판더믹
《판더믹》(영어: Pandemic)은 미국에서 제작된 존 슈츠 감독의 2016년 SF 스릴러 영화이다. 레이철 니컬스 등이 출연하였고, 게이브리얼 카원 등이 제작에 참여하였다. 이 영화는 1인칭 POV로 촬영되었으며 마치 1인칭 슈팅 게임과 유사하다.

## 줄거리
사람을 좀비화하는 바이러스가 창궐한 근미래에 아직 감염되지 않은 사람들을 구하기 위해 로스앤젤레스를 누비는 뉴욕 여의사의 시점에서 진행된다.

## 출연진
- 레이철 니컬스
- 앨피 앨런
- 폴 길포일
- 대니엘 로즈 러셀
- 미시 파일
- 메카이 파이퍼

## 기타 제작진
- 협력 제작: 제이미 갤러거, 니컬러스 래러비어
- 배역: 세라 월리스
- 미술: 이용옥
- 세트: 이용옥